# Gnophos libanotica
Gnophos libanotica är en fjärilsart som beskrevs av Eugen Wehrli 1931. Gnophos libanotica ingår i släktet Gnophos och familjen mätare. Inga underarter finns listade i Catalogue of Life.